# Col·lisió (telecomunicacions)
Una col·lisió és la situació que es produeix quan es fan dues o més demandes simultàniament a un equip que només pot gestionar una en un moment determinat. Pot referir-se a:
- Domini de col·lisió, un segment físic de xarxa on els paquets de dades poden "xocar".
  - Accés múltiple amb sentit de transportista amb evitació de col·lisions, (CSMA/CA) utilitzat, per exemple, amb LAN sense fil.
  - Accés múltiple amb sentit del portador amb detecció de col·lisions (CSMA/CD) utilitzat amb Ethernet.
- Col·lisió tardana, un tipus específic de col·lisió que no hauria de produir-se en xarxes que funcionin correctament.
- La col·lisió local és una col·lisió que es produeix a la interfície de xarxa i no a la pròpia xarxa.[1][3][4]